# Raul Ferrão
Raul Ferrão (Lisboa, Santos-o-Velho, 25 de outubro de 1890 — Lisboa, Lapa, 30 de abril de 1953)
foi um militar e compositor português. Entre seus trabalhos mais conhecidos estão as canções Coimbra (1947), Lisboa Não Sejas Francesa e Adeus, a Marcha de Alfama de 1935, entre outros.

## Biografia
Raul Ferrão nasceu em 25 de outubro de 1890, em Lisboa, onde foi batizado na freguesia de Santos-o-Velho, a 1 de janeiro de 1891. Era filho de António Ferrão, segundo sargento de Infantaria 2, natural de Mangualde, e de Maria da Conceição Afonso, natural de Lisboa.
Frequentou o Colégio Militar entre 1901 e 1907. Em 1907, com 17 anos de idade, ingressou na carreira militar. Foi professor da Escola de Guerra em 1917 e 1918, depois de ter cumprido comissões de serviço em África durante a I Guerra Mundial. Chegou a tenente-coronel do Exército e foi professor na Academia Militar. A música era um hobby.
Casou com Lídia Esperança da Silva Azinhais, de quem teve três filhos, que o auxiliou na carreira musical pois era professora de piano. Divorciaram-se a 15 de julho de 1936, por sentença judicial. Raul Ferrão casou segunda vez, a 15 de agosto de 1936, na casa da noiva - Avenida João Crisóstomo, 134, R/C, área da 3.ª Conservatória do Registo Civil de Lisboa, com Ercilda da Fonseca Quaresma, natural de Luanda, filha de Eduardo César Augusto Guerra Quaresma e de Amélia Dias da Fonseca Quaresma, ambos naturais de Elvas. Ercilda morreu a 6 de fevereiro de 1953.
Ferrão, formado em engenharia química, começou a compor durante os anos vinte e chegou a ser representante da antecessora da Sociedade Portuguesa de Autores, a Sociedade de Escritores e Compositores Teatrais, em congressos internacionais de direitos de autor.
Escreveu música para centenas de peças de teatro e revistas e para alguns dos mais aclamados filmes portugueses. A ele se deve o maior êxito mundial da música portuguesa: "Coimbra", também conhecida como "Avril au Portugal" e "April in Portugal", celebrizada em todo o mundo por Amália Rodrigues,  "Cochicho", "Camélias", "Burrié", "Velha Tendinha", "Rosa Enjeitada", "Ribatejo". Escreveu música para operetas como A Invasão, Ribatejo, Nazaré, Colete Encarnado ou Senhora da Atalaia.
Em 1932, foi feito Comendador da Ordem do Mérito Industrial, a 29 de outubro, e Comendador da Ordem Militar de Avis em 12 de outubro de 1935.
Raul Ferrão recebeu, juntamente com José Galhardo (letra) e Mirita Casimiro (canto), o "Prémio Filipe Duarte " (1945/1946) do SNI, atribuído a autores da letra e da música e artista intérprete do melhor número de canto de opereta, por "Menina Lisboa" incluída no espectáculo A Invasão.
No ano seguinte, Raul Ferrão recebeu, juntamente com Fernanda Baptista, o "Prémio Del Negro" (1946/1947) do SNI, atribuído a autores da letra e da música e artista intérprete do melhor número de canto de revista, por "Trapeiras de Lisboa" incluída da peça Canções Unidas.
No cinema escreveu canções para, entre outros, os filmes A Canção de Lisboa (1933), Maria Papoila (1937), A Aldeia da Roupa Branca (1939) ou A Varanda dos Rouxinóis (1939).
Raul Ferrão morreu em 30 de abril de 1953, na sua residência na Rua João de Deus, 17, 1.º Dto., freguesia da Lapa, em Lisboa.
Foi o pai de Ruy Ferrão, realizador e produtor televisivo. O seu nome perdura na toponímia portuguesa, em nomes de arruamentos.

## Composições
Canções
- Cochicho
- As Camélias
- Burrié
- Velha Tendinha
- Rosa Enjeitada
- Ribatejo
- 1933 - Fado do Estudante, para o filme A Canção de Lisboa
- 1937 - Maria Papoila, para o filme Maria Papoila
- 1947 - Coimbra , para o filme Capas Negras
- Lisboa Não Sejas Francesa, originalmente composta para a opereta A Invasão

Marchas
- 1935 - Marcha de Alfama de 1935
- 1935 - Marcha da Mouraria
- 1935 - Là Vai Lisboa - Grande Marcha de Lisboa de 1935

Operetas
- A Invasão
- Ribatejo
- Nazaré
- Colete Encarnado
- Senhora da Atalaia

## Discografia
- O melhor de Raul Ferrão (2004, EMI - Valentim de Carvalho)[12]

1. Alberto Ribeiro - "Coimbra"
2. Amália Rodrigues - "Só à Noitinha"
3. Carlos Ramos - "Fado do Marinheiro"
4. Hermínia Silva - "Fado da Melância"
5. Vicente da Câmara - "Fado das Caldas"
6. Maria Teresa de Noronha - "Rosa Enjeitada"
7. Max - "Carta de Um Soldado"
8. Lucília do Carmo - "Não Gosto de Ti"
9. Fernando Farinha - "Velho Friagem"
10. Maria da Fé - "Fado da Madragoa"
11. Nuno da Câmara Pereira - "Fado do Ribatejo"
12. Maria Clara - "Maria Severa"
13. Carlos Ramos - "Campino"
14. Júlia Barroso - "Adeus"
15. Xico Jorge - "Somos Poucos"
16. Maria Fernanda Soares - "Camélias"
17. Nicolau Breyner - "Solidó dos Boleiros"
18. Beatriz Costa - "O Balãozinho"
19. Amália Rodrigues - "Lisboa Não Sejas Francesa"
20. Hermínia Silva - "A Tendinha"